# Carlos III da Lorena

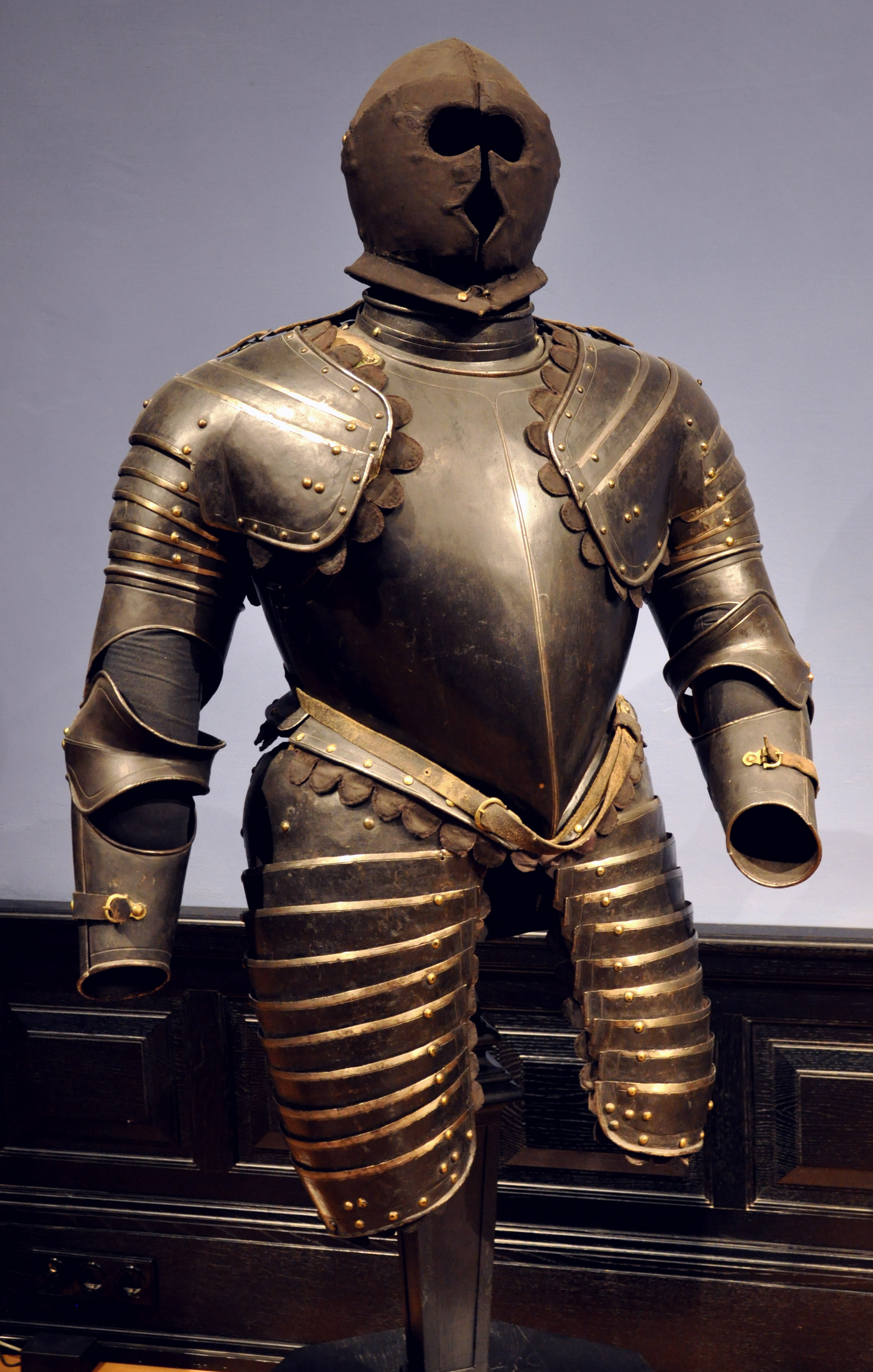
Armadura de Carlos III, conservada no museu de arte histórica de Viena

Carlos III da Lorena (em francês:  Charles III de Lorraine; Nancy, 18 de fevereiro de 1543 - Nancy, 14 de maio de 1608), cognominado de o Grande (le Grand), foi Duque da Lorena e Duque de Bar.
Era filho do duque Francisco I da Lorena e de Cristina da Dinamarca, sobrinha do Imperador Carlos V. Quando sucedeu ao pai, com apenas dois anos, a sua mãe e o seu tio, o bispo de Metz, foram declarados conjuntamente regentes. Mas, logo depois, foi colocado sob a tutela do rei Henrique II de França, sendo educado na corte dos Valois e, aos 16 anos de idade, casou com a princesa Cláudia de Valois. Participou ativamente nas guerras da religião quer como cunhado dos reis de França, quer como primo dos Guise, que chefiavam o partido católico. Aquando da morte do rei Henrique III de França em 1589, ele intrigou para obter a coroa de França para o seu filho Henrique.
Reinou no ducado da Lorena durante 63 anos.
Como descendente de Gerardo da Alsácia, ele deveria ter sido "numerado" Carlos II da Lorena, mas os historiógrafos lorenos, que pretendiam estabelecer a legitimidade dos duques da Lorena e dos seus primos por forma a liga-los diretamente aos Carolíngeos, incluindo na lista de duques o carolíngio Carlos da Baixa Lorena († 991), duque da Baixa Lorena.

## Biografia
Filho do duque Francisco I da Lorena e afilhado do rei Francisco I de França. Sucede ao pai em 12 de junho de 1545, primeiro sob a regência da sua mãe e do seu tio paterno, e após 1552 apenas do tio, Nicolau da Lorena, Conde de Vaudémont e futuro Duque de Mercoeur.
À partir de 1552, o rei Henrique II de França, no decurso da sua "viagem da Alemanha" que lhe permitiu impor a sua tutela às cidades episcopais de Verdun, Metz e Toul, passa por Nancy. Ele afasta da regência a duquesa viúva, Cristina da Dinamarca, sobrinha do Imperador Carlos V e partidária dos Habsburgos, e confia o poder apenas ao príncipe Nicolau, um francófilo. Apesar do esplêndido acolhimento recebido na Lorena e das súplicas da duquesa, ele leva o jovem Carlos III, na altura com apenas 9 anos, para o educar na corte de França dando-lhe uma educação favorável aos interesses franceses.
Em 1559 Carlos III, já com 16 anos, casa com a filha mais nova do rei, a princesa Cláudia de Valois, que conta com 12 anos, sendo então declarado maior de idade. Nessa altura o rei de França permite-lhe que o duque regresse aos seus estados. O rei morre pouco depois durante a boda da sua filha mais velha com o rei Filipe II de Espanha.
O jovem casal ducal (ambos com 28 anos), seguido dos novos soberanos franceses, Francisco II de França e Maria Stuart, da recente rainha de Espanha, Isabel de Valois (que são da mesma idade que os soberanos Lorenos) e da corte de França, entra em Nancy em outubro de 1559, mas para afirmar o seu poder, recusa de prestar a tradicional juramento de respeitar os direitos e privilégios das três ordens. Três anos mais tarde, em 1562, o duque foi constrangido de o fazer quando solicita aos Estados da Lorena uma ajuda financeira.
Tal como os seus predecessores, ele continua a manter uma estrita política de neutralidade entre a França e o Império, apesar a passagem pelo ducado das tropas francesas que iam subjugar os Huguenotes alemães e das tropas espanholas católicas de passagem do Franco Condado para os Países Baixos.
Profundamente católico, ele recusa o protestantismo, obrigando os protestantes a exilarem-se, caso do célebre escultor Ligier Richier. Estabelece boas relações com os seus cunhados os reis de França até 1576, quando Henrique III, que casara no ano precedente, uma prima do duque, Luísa de Lorena-Vaudémont, filha do antigo regente, concluindo a paz de Beaulieu com os chefes huguenotes.
Sem se comprometer com a Santa Liga (dirigida pelos seu primos, os Guise), ele acolhe em Nancy, em 1580, os seus representantes na assembleia geral. Em 1584, morre o Francisco de França Duque de Alençon, cunhado do duque, irmão mais novo e sobretudo herdeiro do rei de França.
O herdeiro do trono de França torna-se o rei de Navarra que é protestante. Carlos III, príncipe soberano do século XVI, não pode aceitar que um huguenote possa tornar-se rei de França. É nessa época que François de Rosières, um archidiacre do bispado de Toul, publica um livro no qual afirma que a Casa de Lorena descende dos últimos carolíngeos, o que permite a Carlos III de apresentar a sua candidatura ao trono de França.
Em 1589, Henrique III morre assassinado, não sem ter designado abertamente o seu primo Navarra como sucessor (mas pedindo-lhe de regressar à fé católica). Carlos III junta-se, então, à Liga.
A guerra deflagrou de novo e o protestante Henrique de la Tour de Auvérnia, visconde de Turenne, ravagea o norte do ducado. A paz só é restabelecida pelo tratado de Saint-Germain-en-Laye de 16 de novembro de 1594, quando Henrique IV, reconvertido ao catolicismo, foi coroado em Chartres. A paz foi selada pelo casamento de Catarina de Bourbon, irmã do novo rei e ardente protestante, com Henrique, Duque de Bar , filho herdeiro e muito católico de Carlos III, que recebe 2 700 000 libras como indemnização de guerra.
Apesar dos cinco anos das guerras de religião, o reinado de Carlos III foi uma época de prosperidade e de desenvolvimento. 
Funda, em 1572, conjuntamente com o cardeal Carlos da Lorena, a Universidade de Pont-à-Mousson. Em 1590, expande Nancy, criando a Ville Neuve, quatro vezes maior em superfície que a Ville-Vieille, mas falhou em instalar um bispado em Nancy, uma vez que a França, senhora dos Três Bispados, recusa a  independência espiritual (e política) dos estados Lorenos. Fundou as cidades de Clermont-en-Argonne, Stenay, sendo um benfeitor do seu povo e um importante legislador dos seus estados.
Carlos III faleceu em 1608 com a idade de 65 anos. A cerimónia fúnebre, uma das mais faustosas do seu tempo, foi comparada à coroação de um Sacro-imperador ou à sagração de um rei de França, foi objeto de gravuras, hoje expostas no Museu Loreno, em Nancy.

## Casamento e descendência

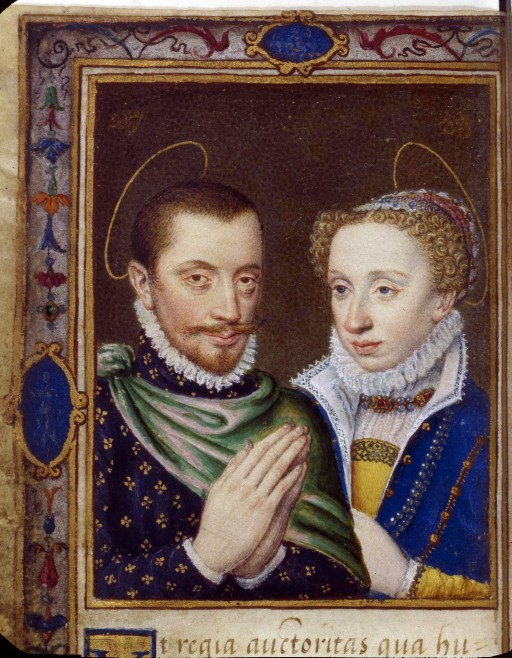
Carlos III e a sua mulher, Cláudia de Valois

Carlos III casou em Paris, a 22 de janeiro de 1559, com Cláudia de Valois, filha do rei Henrique II de França e de Catarina de Médici, de quem teve nove filhos:
- Henrique II (1563-1624),[6] duque da Lorena e de Bar;
- Cristina (1565-1637), casou-se em 1589 com Fernando I de Médici, Grão-Duque da Toscana, com descendência;
- Carlos (1567-1607), cardeal da Lorena, Bispo de Metz (1578-1607), depois Bispo de Estrasburgo (1604-07);
- Antonieta (1568-1610), casou-se em 1599 com João Guilherme, duque de Jülich-Cleves-Berg, sem descendência;
- Ana (1569-1576), morreu na infância;
- Francisco II (1572-1632), conde de Vaudémont, depois duque de Lorena e de Bar;
- Catarina (1573-1648), abadessa de Remiremont;
- Isabel (1574-1635), casou-se em 1595 com Maximiliano I, Eleitor da Baviera, sem descendência;
- Cláudia (1575-1576), morreu na infância.

Filho ilegítimo:
- Carlos de Remoncourt (morto em 1648), abade de Lunéville et de Senones.